# Cordyline
Cordyline is een geslacht dat in het APG III-systeem tot de aspergefamilie (Asparagaceae) wordt gerekend. The Plant List accepteert 26 soorten. Volgens de Flora of China bestaat het geslacht uit circa twintig soorten die voorkomen in Zuid- en Zuidoost-Azië, Australië, op eilanden in de Grote Oceaan en in Zuid-Amerika.
Een aantal soorten wordt toegepast als sierplant.

## Soorten
- Cordyline angustissima K.Schum.
- Cordyline australis (G.Forst.) Endl.
- Cordyline banksii Hook.f.
- Cordyline cannifolia R.Br.
- Cordyline casanovae Linden ex André
- Cordyline congesta (Sweet) Steud.
- Cordyline forbesii Rendle
- Cordyline fruticosa (L.) A.Chev.
- Cordyline indivisa (G.Forst.) Endl.
- Cordyline lateralis Lauterb.
- Cordyline ledermannii K.Krause
- Cordyline manners-suttoniae F.Muell.
- Cordyline mauritiana (Lam.) J.F.Macbr.
- Cordyline minutiflora Ridl.
- Cordyline murchisoniae F.Muell.
- Cordyline neocaledonica (Baker) B.D.Jacks.
- Cordyline obtecta (Graham) Baker
- Cordyline petiolaris (Domin) Pedley
- Cordyline pumilio Hook.f.
- Cordyline racemosa Ridl.
- Cordyline rubra Otto & A.Dietr.
- Cordyline schlechteri Lauterb.
- Cordyline sellowiana Kunth
- Cordyline stricta (Sims) Endl.

## Hybriden[1]
- Cordyline × gibbingsiae Carse
- Cordyline × matthewsii Carse

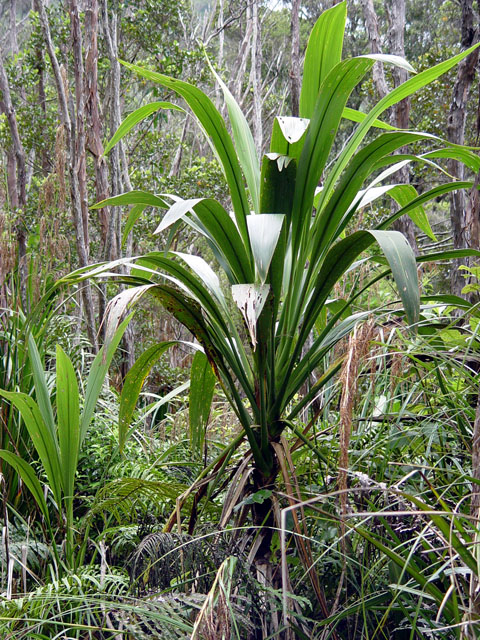
Cordyline banksii
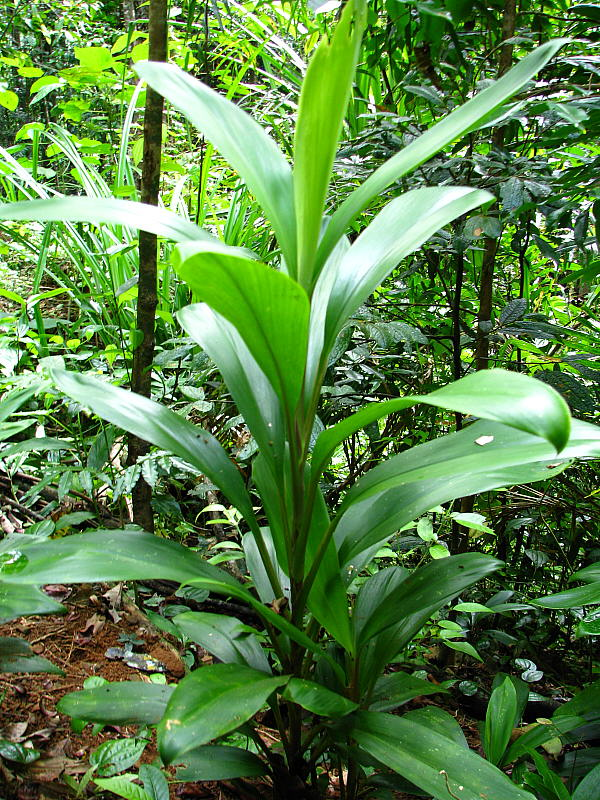
Cordyline cannifolia
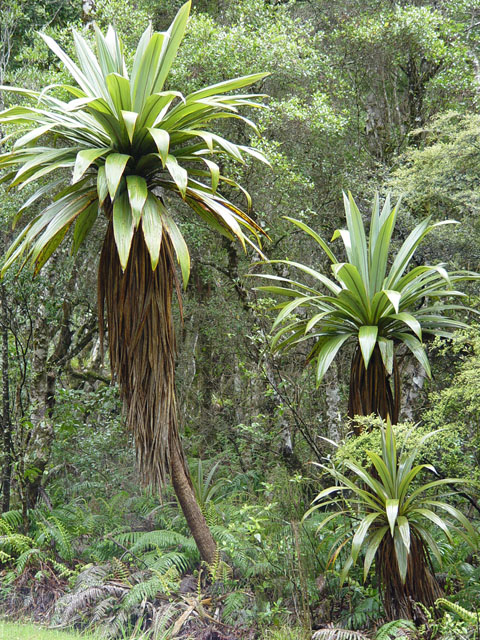
Cordyline indivisa
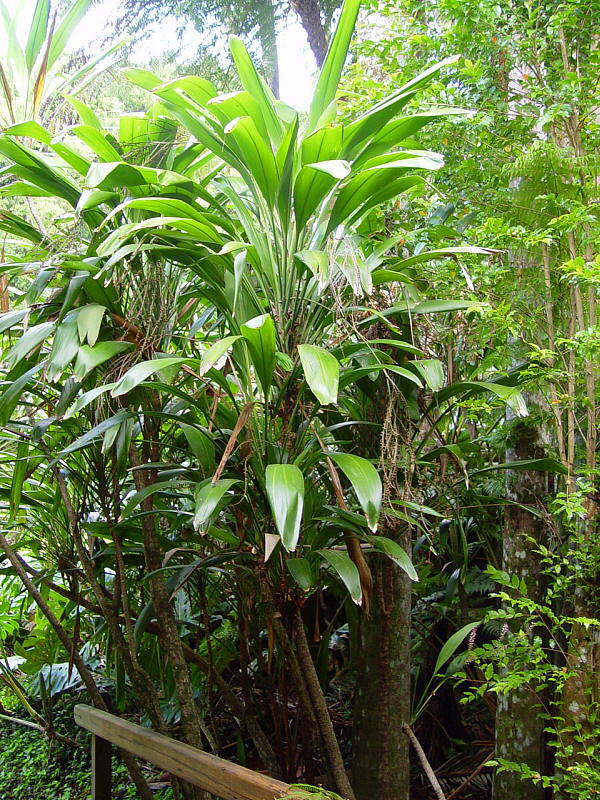
Cordyline petiolaris